# Kalle Mikkolainen
Kaarlo Edward Mikkolainen, detto Kalle (9 gennaio 1883 – 28 marzo 1928), è stato un ginnasta finlandese.

## Palmarès

### Olimpiadi
- Bronzo a Londra 1908 nel concorso a squadre.